# پاپفی ران‌سیاه
پاپفی ران‌سیاه (نام علمی: Eriocnemis derbyi) گونه‌ای مرغ مگس در تبار «درخشنده‌های» خورشیدرخشان‌تباران در زیرخانواده خورشیدیان است که در کلمبیا و اکوادور یافت می‌شود.